# Župnija Sv. Rupert v Slovenskih goricah
Župnija Sv. Rupert v Slovenskih goricah je rimskokatoliška teritorialna župnija, dekanije Lenart v Slovenskih goricah, Ptujsko-Slovenjegoriškega naddekanata, ki je del nadškofije Maribor.

## Sakralni objekti
- Cerkev sv. Ruperta, Spodnja Voličina (župnijska cerkev)